# Željeznica (Montenegro)
Die Željeznica (kyrillisch: Жељезница) ist ein Fluss in Montenegro. Er mündet zwischen Šušanj  und Bar in die Adria. Es ist ein kurzer, aber oft wasserreicher Karstfluss aus dem Gebirge Rumija mit einem Zufluss namens Vickovića aus den Ausläufern des Gebirges Sutorman mit einem Wasserfall im Oberlauf. Das Einzugsgebiet wird durch die Adriaküste sowie von den Bergen Vrsuta (1.183 m), Rumija (1.595 m) und Lisanje (1.353 m) begrenzt. Im oberen Teil ihres Einzugsgebiets mit einer Fläche von etwa 70 km² haben die Željeznica und ihre Nebenflüsse sehr steile Ufer. Sie fließen durch eozäne Flysch und Karstsedimente sowie Kalksteinformationen, in welche die Željeznica tiefe Schluchten gegraben hat.
Die Željeznica ist die historische südliche Grenze der Region Dalmatien. Als die montenegrinische Armee 1878 den Küstenbereich mit Bar vom Osmanischen Reich rückeroberte, legte der Berliner Kongress im Artikel 29 die Grenze zwischen Österreich-Ungarn und dem Fürstentum Montenegro am Fluss Željeznica fest.
Früher überschwemmte die Željeznica regelmäßig die gesamte Niederung, auf der sich heute die Neustadt von Bar (Novi Bar) befindet. Solche überschwemmten Wiesen wurden früher „barama“ genannt. Es wird angenommen, dass der Name der Stadt Bar, der schon in den Schriften von Konstantin Porfirogenitus als auch in der Chronik des Priesters von Duklja erwähnt wird, von diesen überschwemmten Wiesen stammt.
Am Oberlauf der Željeznica ist als Uferbewuchs häufig die Flaum-Eiche anzutreffen, deren Eicheln möglicherweise zu dem Namen des Flusses beigetragen haben.

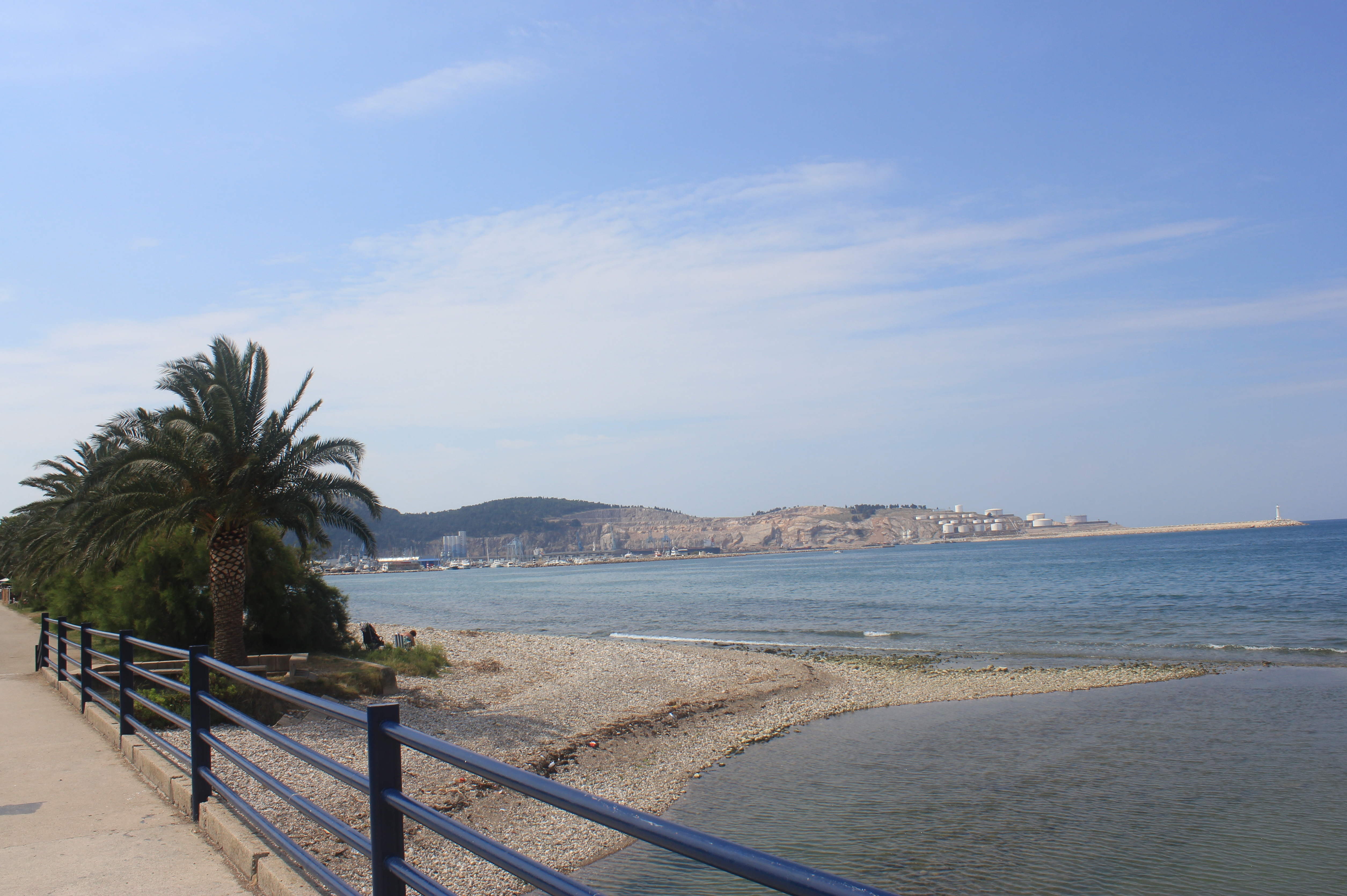
Flussmündung
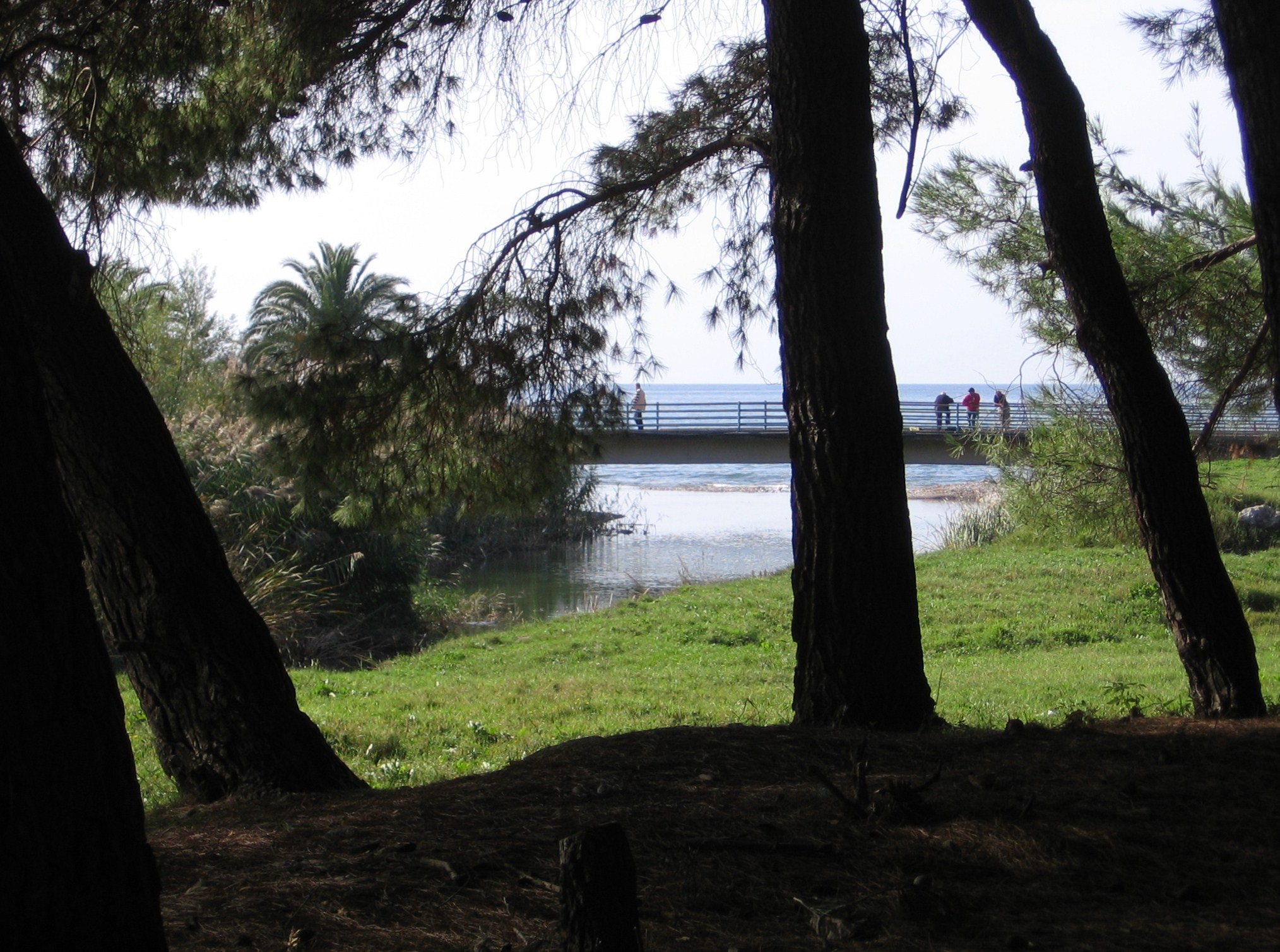
Brücke der Strandpromenade über der Mündung